# 金施恩 (1999年)
金施恩（韓語：김시은，1999年1月19日—），韓國女演員。2023年以電影《陰影下的她》橫掃韓國各大新人獎，並憑藉該劇入選2024年《富比士》雜誌亞洲30位30歲以下精英榜娛樂及體育類別。

## 影視作品

### 電視劇
| 年份 | 播放平台 | 劇名                      | 角色           | 備註   |
| 2017 | Oksusu   | 《復仇筆記》              | HIVA 成員      |        |
| 2018 | KBS W    | 《時間停止的瞬間》        | 淑華           | [ 3 ]  |
| 2019 | MBC      | 《特別勞動監督官趙掌風》  | 吳雅凜         | [ 4 ]  |
| 2020 | MBC      | 《十匙一飯》              | 獨孤善         | [ 5 ]  |
| 2020 | JTBC     | 《奔向爱情》              | 高睿璨         | [ 6 ]  |
| 2020 | SBS      | 《The King：永遠的君主》  | 便利商店兼職生 |        |
| 2022 | tvN      | 《精神教練諸葛吉》        | 趙智英         | [ 7 ]  |
| 2022 | Wavve    | 《隨心所欲》              | 左腦 L         | [ 8 ]  |
| 2024 | Netflix  | 《魷魚遊戲2》             | 金英美         | [ 9 ]  |
| 2025 | tvN      | 《O'PENing-花子的史嘉莉》 |                | 獨幕劇 |

### 電影
| 年份 | 劇名             | 角色   | 備註   |
| 2018 | 《極智對決》     |        |        |
| 2020 | 《Boys be!!》    | 恩智   |        |
| 2023 | 《陰影下的她》   | 金素熙 | [ 10 ] |
| 2023 | 《告白的那一天》 | 金夏恩 | [ 11 ] |

## 綜藝節目
| 年份      | 播放平台 | 節目名稱               | 備註         |
| 2016-2017 | EBS      | 《TOK！TOK！寶尼哈尼》 | 兒童節目主持 |
| 2018-2019 | EBS      | 《PANDADA》            | 兒童節目主持 |

## 獎項榮譽
| 年份 | 頒獎典禮                   | 獎項                    | 作品                     | 結果 |
| 2019 | 世界明星演藝大獎           | 新人演技獎              | 《特別勞動監督官趙掌風》 | 獲獎 |
| 2023 | 第59屆百想藝術大獎         | 電影部門 女子新人演技獎 | 《陰影下的她》           | 獲獎 |
| 2023 | 第59屆大鐘獎               | 新人女演員獎            | 《陰影下的她》           | 獲獎 |
| 2023 | 第44屆青龍電影獎           | 新人女演員獎            | 《陰影下的她》           | 提名 |
| 2023 | 第28屆春史電影獎           | 新人女演員獎            | 《陰影下的她》           | 提名 |
| 2023 | 第32屆釜日電影獎           | 新人女子演技獎          | 《陰影下的她》           | 獲獎 |
| 2023 | 第43屆黃金攝影獎           | 新人女演員獎            | 《陰影下的她》           | 獲獎 |
| 2023 | 第10屆野花電影獎           | 新人演員獎              | 《陰影下的她》           | 提名 |
| 2023 | 第43屆韓國電影評論家協會獎 | 新人女演員獎            | 《陰影下的她》           | 獲獎 |
| 2023 | 第10屆韓國電影製作人協會獎 | 新人演員獎              | 《陰影下的她》           | 獲獎 |
| 2023 | 第24屆釜山電影製作人協會獎 | 新人女演員獎            | 《陰影下的她》           | 獲獎 |
| 2024 | 第22屆導演選擇獎           | 電影部門 女演員獎       | 《陰影下的她》           | 提名 |
| 2024 | 第22屆導演選擇獎           | 電影部門 新女演員獎     | 《陰影下的她》           | 獲獎 |
| 2024 | 第2屆韓國藝術電影院協會獎  | 演員獎                  | 《陰影下的她》           | 獲獎 |

## 外部連結
- 金施恩的Instagram帳戶
- 金施恩在NAVER上的资料
- 金施恩在Daum上的资料
- 金施恩在韩国电影数据库（KMDb）上的資料（韓語）
- 金施恩在互联网电影资料库（IMDb）上的資料（英文）
- 金施恩在HanCinema的頁面（英文）
- YouTube上的金施恩頻道